# Головне значення інтеграла за Коші
Головне́ зна́чення інтегра́ла за Коші́ — це узагальнення поняття інтеграла Рімана, яке дозволяє обчислювати деякі розбіжні невласні інтеграли. Ідея головного значення інтеграла за Коші полягає в тому, що при наближенні інтервалів інтегрування до особливої точки з обох боків «з однаковою швидкістю» особливості нівелюють одна одну (за рахунок різних знаків ліворуч та праворуч), і в результаті можна отримати скінченну границю, яка і називається головним значенням інтегралу за Коші.
Так, наприклад, інтеграл {\displaystyle \int _{-1}^{1}{\frac {dx}{x}}} як невласний інтеграл ІІ роду не існує, однак він існує в сенсі головного значення інтеграла за Коші.

## Означення головного значення інтеграла за Коші

### Означення (для особливої точки «∞»)
Означення (для особливої точки «∞»). Нехай f(x) визначена на (−∞, +∞) та f ∈ R([−A, A]) для всіх A > 0, але невласний інтеграл І роду {\displaystyle \int _{-\infty }^{+\infty }f(x)\,dx} є розбіжним. Якщо існує скінченна границя
{\displaystyle \lim _{A\rightarrow +\infty }\int _{-A}^{A}f(x)\,dx,}
то ця границя називається головним значенням інтеграла за Коші (або головним значенням в сенсі Коші) для функції f по проміжку (−∞, +∞) і позначається символом
{\displaystyle \mathrm {v.p.} \int _{-\infty }^{+\infty }f(x)\,dx.}
При цьому кажуть, що функція f(x) інтегрована на (−∞, +∞) за Коші (або інтегрована на (−∞, +∞) в сенсі Коші).
Приклад. Розглянемо невласний інтеграл {\displaystyle \int _{-\infty }^{+\infty }x\,dx.} Цей інтеграл є розбіжним, бо розбіжним є, наприклад, інтеграл {\displaystyle \int _{0}^{+\infty }x\,dx,} але існує головне значення даного інтеграла в сенсі Коші:
{\displaystyle \mathrm {v.p.} \int _{-\infty }^{+\infty }x\,dx=\lim _{A\rightarrow +\infty }\int _{-A}^{A}x\,dx=\lim _{A\rightarrow +\infty }{\frac {x^{2}}{2}}{\Bigr |}_{-A}^{A}=0.}
Теорема.} 
- Якщо f(x) — непарна на (−∞, +∞) та f ∈ R([−A, A]) для всіх A > 0, то f інтегровна на (−∞, +∞) за Коші.
- Якщо f(x) — парна на (−∞, +∞) та f ∈ R([−A, A]) для всіх A > 0, то збіжність інтеграла {\displaystyle \int _{-\infty }^{+\infty }f(x)\,dx} еквівалентна збіжності інтеграла {\displaystyle \int _{0}^{+\infty }f(x)\,dx.}

### Означення (для скінченної особливої точки)
Означення (для скінченної особливої точки). Нехай функція f : [a, b] → R задовольняє умовам:
1. існує δ > 0 таке, що f ∈ R([a, c − ε]) та f ∈ R([c + ε, b]) для всіх ε ∈ (0, δ);
2. розбіжним є невласний інтеграл другого роду {\displaystyle \int _{a}^{b}f(x)\,dx.}

Якщо існує скінченна границя
{\displaystyle \lim _{\varepsilon \rightarrow +0}\left(\int _{a}^{c-\varepsilon }f(x)\,dx+\int _{c+\varepsilon }^{b}f(x)\,dx\right),}
то ця границя називається головним значенням інтеграла за Коші (або головним значенням в сенсі Коші) для функції f по відрізку [a, b] і позначається символом
{\displaystyle \mathrm {v.p.} \int _{-\infty }^{+\infty }f(x)\,dx.}
При цьому кажуть, що функція f(x) інтегрована на [a, b] за Коші (або інтегрована на [a, b] в сенсі Коші).
Приклад. Розглянемо невласний інтеграл ІІ роду {\displaystyle \int _{-2}^{2}{\frac {dx}{x}}} (див. Рис.) Він є розбіжним, оскільки розбіжним є, наприклад, інтеграл {\displaystyle \int _{-2}^{0}{\frac {dx}{x}}.} При цьому у розумінні головного значення за Коші даний інтеграл існує і дорівнює нулю:
{\displaystyle {\begin{aligned}\mathrm {v.p.} \int _{-2}^{2}{\frac {dx}{x}}&=\lim _{\varepsilon \rightarrow +0}\left(\int _{-2}^{-\varepsilon }{\frac {dx}{x}}+\int _{\varepsilon }^{2}{\frac {dx}{x}}\right)=\\&=\lim _{\varepsilon \rightarrow +0}\left(\ln |x|{\Bigr |}_{-2}^{-\varepsilon }+\ln |x|{\Bigr |}_{\varepsilon }^{2}\right)=\\&=\lim _{\varepsilon \rightarrow +0}{\big (}\ln |-\varepsilon |-\ln |\varepsilon |{\big )}=\\&=0.\end{aligned}}}

## Випадок декількох особливих точок на проміжку інтегрування
Приклад. Розглянемо невласний інтеграл {\displaystyle \int _{-\infty }^{+\infty }{\frac {2x}{x^{2}-1}}\,dx} (див. Рис.). Особливими точками підінтегральної функції f(x) = 2x / (x²−1) є точки −1, 1 та ∞. Даний інтеграл є розбіжним, бо розбіжним є, наприклад, інтеграл 
{\displaystyle {\begin{aligned}\int _{2}^{+\infty }{\frac {2x}{x^{2}-1}}\,dx&=\lim _{A\to +\infty }\int _{2}^{A}{\frac {2x}{x^{2}-1}}\,dx=\\&=\lim _{A\to +\infty }\ln |x^{2}-1|{\Bigr |}_{x=2}^{A}=\\&=\lim _{A\to +\infty }{\big (}\ln |A^{2}-1|-\ln 3{\big )}=\\&=+\infty .\end{aligned}}}
Очевидно, що f ∈ R([1/ε, −1−ε]) ∩ R([−1+ε, 1−ε]) ∩ R([1+ε, 1/ε]) для всіх ε ∈ (0, 1) (бо є обмеженою на кожному з цих відрізків). Перевіримо інтегровність функції f в сенсі Коші:
{\displaystyle {\begin{aligned}\mathrm {v.p.} \int _{-\infty }^{+\infty }{\frac {2x}{x^{2}-1}}\,dx&=\lim _{\varepsilon \to 0+}\left(\int _{-1/\varepsilon }^{-1-\varepsilon }{\frac {2x}{x^{2}-1}}\,dx+\int _{-1+\varepsilon }^{1-\varepsilon }{\frac {2x}{x^{2}-1}}\,dx+\int _{1+\varepsilon }^{1/\varepsilon }{\frac {2x}{x^{2}-1}}\,dx\right)=\\&=\lim _{\varepsilon \to +0}{\Big (}\ln |x^{2}-1|{\Bigr |}_{-1/\varepsilon }^{-1-\varepsilon }+\ln |x^{2}-1|{\Bigr |}_{-1+\varepsilon }^{1-\varepsilon }+\ln |x^{2}-1|{\Bigr |}_{1+\varepsilon }^{1/\varepsilon }{\Big )}=\\&=0.\end{aligned}}}
Отже, функція f є інтегровною в сенсі Коші на проміжку (−∞, +∞).